# Kataleba
Koordinaten: 2° 17′ N, 31° 40′ O
Kataleba (auch Kabalega) ist ein Dorf in Uganda.
Kataleba liegt im Distrikt Buliisa, nordöstlich des Albertsees.
Die Mehrheit der Einwohner Katalebas sind Angehörige des Volkes der Bagungu. Bis kurz vor 2011 lebten auch 630 Familien des halbnomadischen Volkes Balaalo mit 50.000 Rindern in der Umgebung Kataleba. Sie wurden aber von der Regierung vertrieben.

## Wirtschaft
Kataleba ist Hauptort des Kabalega Falls National Park (Größe: 5.025 km²), der sich um die Murchison Falls – auch Kabalega Falls genannte Sehenswürdigkeit, die Chobe Safari Lodge und die Paraa Safari Lodge herausgebildet hat. Am Nordufer des Albertsees wurde ein Regionalflugplatz für den Tourismus angelegt.
Das Naturidyll ist bedroht: in der Region Kataleba wurde Erdöl gefunden. Tullow Oil errichtet derzeit (Februar 2011) einen ersten Bohrturm. In der Nähe der Ortschaft befindet sich ein Ölfeld mit dem Namen Engege (deutsch: Fisch).  Von der indigenen Bevölkerung wird Baumwolle angepflanzt und landwirtschaftliche Produkte für den lokalen Markt erzeugt.